# Hans George von Zehmen

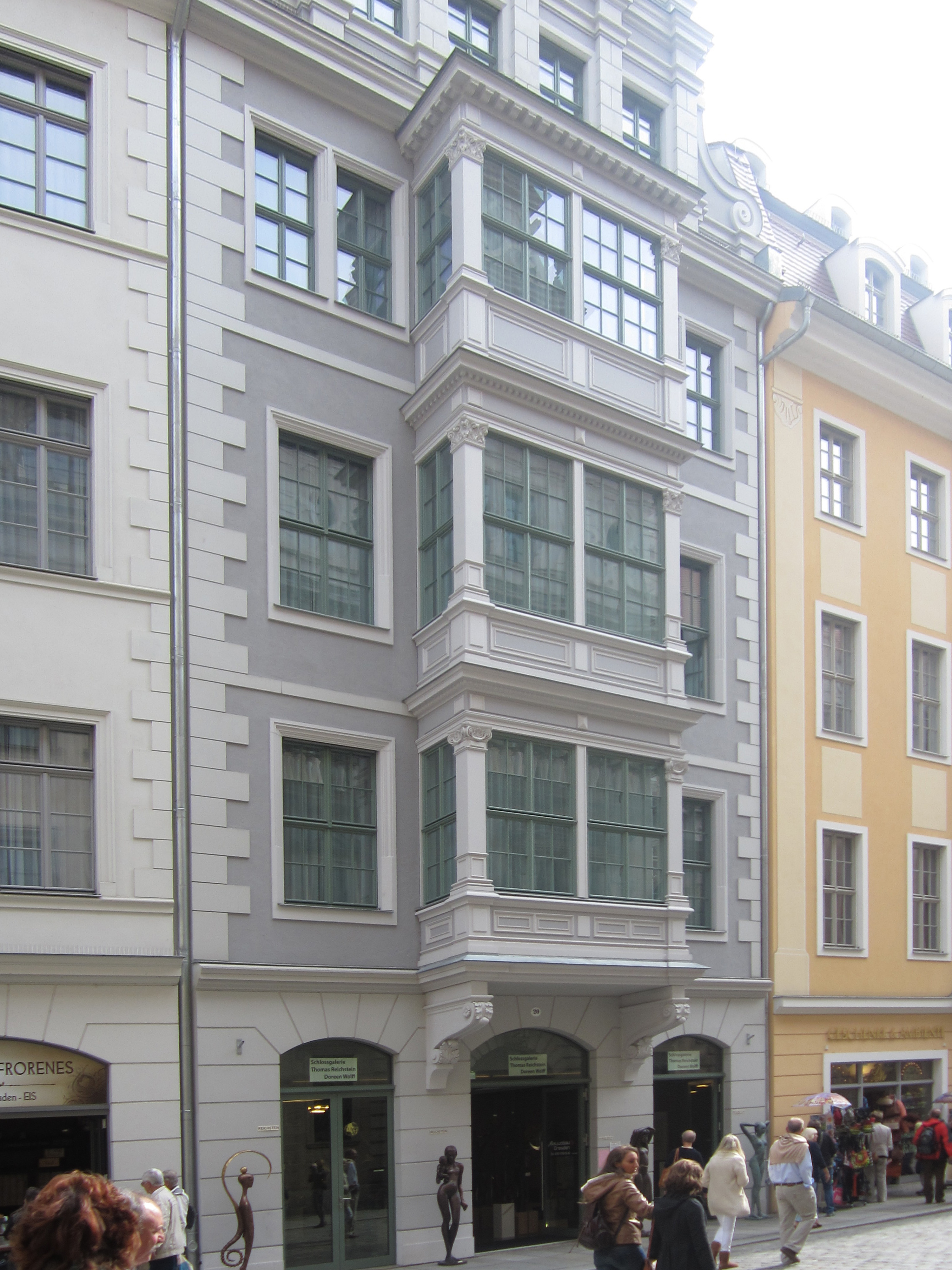
Dom Zehmena w Dreźnie

Hans George von Zehmen (ur. 9 sierpnia 1666 w Życzu, zm. 19 maja 1732 w Dreźnie) – królewsko-polski i elektorsko-saski tajny radca.
Był synem Hansa Bastiana von Zehmena, który także osiągnął pozycję królewsko-polskiego i elektorsko-saskiego tajnego radcy. Nauki pobierał w gimnazjum w Gerze i na Akademii w Jenie. Po studiach odbył Grand Tour, odwiedzając m.in. Niderlandy, Anglię, Francję i Szwajcarię. Po zakończeniu podróży podjął pracę na dworze księcia Saksonii-Zeitz Maurycego Wilhelma. Od 1692 obecny na dworze Elektoratu Saksonii. W 1693 został masztalerzem elektorowej Anny Zofii Oldenburg. Tę rolę pełnił później także u jej syna, króla Polski Augusta II Mocnego. W 1697 nabył kamienicę w pobliżu zamku drezdeńskiego, nazywaną później Domem Zehmena. W 1698 został królewsko-polskim i elektorsko-saskim radcą. W 1716 został awansowany do rangi królewsko-polskiego i elektorsko-saskiego tajnego radcy.